# Jenny Beavan
Jenny Beavan (ur. 1950 w Londynie) – brytyjska projektantka kostiumów filmowych i teatralnych. Laureatka trzech Oscarów za najlepsze kostiumy do filmów Pokój z widokiem (1986) Jamesa Ivory’ego, Mad Max: Na drodze gniewu (2015) George’a Millera oraz Cruella (film) (2021). Była nominowana do Oscara dziesięciokrotnie. Zdobyła też cztery nagrody BAFTA.

## Życiorys
Urodziła się w Londynie jako pierwsza z dwóch córek skrzypaczki Molly (zm. 1964) i wiolonczelisty Petera (zm. 1996). Studiowała scenografię na londyńskiej Central School of Art and Design. Podczas prac nad dekoracjami do przedstawień teatralnych w 1978 r., polecono ją do pomocy przy garderobie aktorki Peggy Ashcroft, występującej w telewizyjnym filmie Wielka wrzawa wokół kolekcji Georgiego i Bonnie autorstwa spółki Ismail Merchant-James Ivory. Beavan pojechała na plan zdjęciowy do Indii i nie tylko złapała bakcyla do projektowania kostiumów filmowych, ale i rozpoczęła wieloletnią współpracę z Ivorym i Merchantem.
Razem z tym nierozłącznym tandemem producencko-reżyserskim Beavan zrobiła niemal 10 filmów, z których najważniejsze przyniosły im wszystkim sławę i uznanie: Bostończycy (1984), Pokój z widokiem (1986), Maurycy (1987), Powrót do Howards End (1992) i Okruchy dnia (1993). Za wszystkie te obrazy Beavan była nominowana do Oscara (wraz ze swoim stałym współpracownikiem Johnem Brightem), a Pokój z widokiem przyniósł jej pierwszą statuetkę.
Ostatnim filmem Ivory’ego, przy którym pracowała, był Jefferson w Paryżu (1995). Potem ich drogi się rozeszły, a Beavan zaczęła współpracę z tak uznanymi twórcami, jak Ang Lee (Rozważna i romantyczna), Robert Altman (Gosford Park), Oliver Stone (Aleksander), Brian De Palma (Czarna Dalia), Guy Ritchie (Sherlock Holmes) czy Tom Hooper (Jak zostać królem). Po raz drugi w karierze otrzymała Oscara za kostiumy do filmu Mad Max: Na drodze gniewu (2015) George’a Millera.
W 2017 r. otrzymała Order Imperium Brytyjskiego w uznaniu jej artystycznych zasług dla filmu i teatru.

## Życie prywatne
Jej mężem do 1995 r. był Ian Albery, kierownik licznych teatrów na londyńskim West Endzie. Beavan ma z nim córkę Caitlin (ur. 1985), producentkę teatralną. Matka i córka niekiedy pracują razem przy londyńskich spektaklach teatralnych (np. Third Finger Left Hand w 2013 r.).

## Filmografia
- 1978: Wielka wrzawa wokół kolekcji Georgiego i Bonnie (Hullabaloo Over Georgie and Bonnie’s Pictures) – telewizyjny
- 1980: Jane Austen na Manhattanie (Jane Austen in Manhattan)
- 1984: Bostończycy (The Bostonians)
- 1986: Pokój z widokiem (A Room with a View)
- 1987: Maurycy (Maurice)
- 1988: Letnia historia (A Summer Story)
- 1988: Skrytobójcy (The Deceivers)
- 1989: Z powrotem w domu (Back Home) – telewizyjny
- 1990: Góry Księżycowe (Mountains of the Moon)
- 1991: Biały Kieł (White Fang)
- 1991: Improwizacja (Impromptu)
- 1992: The Bridge
- 1992: Powrót do Howards End (Howards End)
- 1993: Okruchy dnia (The Remains of the Day)
- 1993: Dzieci swingu (Swing Kids)
- 1994: Czarny baron (Black Beauty)
- 1995: Jefferson w Paryżu (Jefferson in Paris)
- 1995: Rozważna i romantyczna (Sense and Sensibility)
- 1996: Jane Eyre
- 1996: Emma – telewizyjny
- 1997: Metroland
- 1998: Długo i szczęśliwie (Ever After)
- 1999: Herbatka z Mussolinim (Tea with Mussolini)
- 1999: Anna i król (Anna and the King)
- 2001: Gosford Park
- 2002: Opętanie (Possession)
- 2002: Wzbierająca burza (The Gathering Storm) – telewizyjny
- 2003: Linia czasu (Timeline)
- 2003: Byron – telewizyjny
- 2004: Aleksander (Alexander)
- 2005: Casanova
- 2006: Czarna Dalia (The Black Dahlia)
- 2006: Głos wolności (Amazing Grace)
- 2007–2009: Powrót do Cranford (Cranford) – 7 odcinków serialu TV
- 2008: Opór (Defiance)
- 2009: Sherlock Holmes
- 2010: Jak zostać królem (The King’s Speech)
- 2011: Sherlock Holmes: Gra cieni (Sherlock Holmes: A Game of Shadows)
- 2012: Gambit, czyli jak ograć króla (Gambit)
- 2015: System (Child 44)
- 2015: Mad Max: Na drodze gniewu (Mad Max: Fury Road)
- 2015: Pan Hoppy i żółwie (Roald Dahl’s Esio Trot) – telewizyjny
- 2016: Lekarstwo na życie (A Cure for Wellness)
- 2016: A United Kingdom
- 2017: Life